# Шаповалов Анатолій Іванович
Шаповалов Анатолій Іванович - ліквідатор  наслідків аварії на Чорнобильській АЕС.

## Життєпис
Народився 6 квітня 1940 року у Кіровограді (зараз — Кропівницький). Трудову діяльність на Чорнобильській АЕС почав у 1978 році. Працював електромонтером релейного захисту електричного цеху. У лютому 1986 року був переведений на посаду старшого чергового електромонтерного цеху. 
В ніч, під час аварії, працював у складі 5-ї зміни електричного цеху. Ціною свого життя, разом з товаришами-співробітниками, зміг локалізувати пожежу, не давши їй перекинутись на інші блоки станції.
Помер 19 травня 1986 року у 6-й Московскій клінічній лікарні від променевої хвороби.